# Mount Pleasant (Tennessee)
Mount Pleasant – miasto w Stanach Zjednoczonych, w stanie Tennessee, w hrabstwie Maury.